# Vilma Melo
Vilma Melo (Rio de Janeiro, 13 de junho de 1969)  é uma atriz, diretora e professora brasileira. Formada em Artes Cênicas pela UNIRIO, Melo ganhou reconhecimento principalmente no teatro e, posteriormente, na televisão e no cinema. Ela é ganhadora de vários prêmios, incluindo um Prêmio Shell, sendo a primeira atriz negra a vencer, e um Prêmio Cenym, além de ter recebido uma indicação ao Prêmio APTR de Teatro.
Melo iniciou sua carreira no final da década de 1980. Sua estreia profissional foi no espetáculo Metrópole, em 1987. Desde então, passou a participar de inúmeros espetáculos, atuando não só como atriz, mas também como diretora e idealizadora de vários projetos. Entre os seus destaques, incluem-se A Farsa do Fanático Torcedor (1995), O Fantasma de Canterville (1998), Grande Othelo – Êta Moleque Bamba! (2004), O Romance do Pavão Misterioso (2006), A Farsa da Boa Preguiça (2009), Amargo Fruto - A Vida de Billie Holliday (2016) e Mãe de Santo (2022).
Tornou-se a primeira atriz negra a receber o Prêmio Shell de Melhor Atriz por sua performance no musical Chica da Silva, onde ela interpreta a protagonista-título. No cinema, sua estreia foi na comédia Coisa de Mulher, em 2005. Nos anos recentes, destacou-se nos filmes Três Verões (2019), Selvagem (2021), Reação em Cadeia (2021), União Instável (2023) e Ritmo de Natal (2023). Recebeu uma indicação ao Prêmio Shell de Melhor Atriz em 2023 por sua performance no monólogo Mãe de Santo (2022).
Na televisão, sua estreia foi em uma pequena participação especial na série Cidade dos Homens (2002), da TV Globo. Ela acumulou pequenos trabalhos nos anos seguintes, como em Avenida Brasil (2012), Joia Rara (2013), Segunda Chamada (2019) e Um Lugar ao Sol (2022). No entanto, foi protagonizando a série Encantado's (2022) que ela ganhou maior reconhecimento no papel da proprietária de um supermercado, "Olímpia", onde a trama se ambienta. Por essa trabalho, Melo tornou-se mais popular na teledramaturgia brasileira. Recebeu, em 2025, a Ordem do Mérito Cultural.

## Biografia
Nascida no Rio de Janeiro, mais precisamente no bairro do Realengo, em 13 de junho de 1969, Vilma Melo é oriunda de uma família simples, sem ligação com o mundo artístico. Aos 17 anos de idade, decidiu ingressar no curso de Artes Cênicas, prestando vestibular para a Universidade Federal do Estado do Rio de Janeiro, onde graduou-se nos graus de bacharel e licenciada.
A atriz deu nome para o recém reaberto Diretório Acadêmico do CLA da  UNIRIO passando a se chamar " Diretório Acadêmico Vilma Melo", além de participar de Rodas de Conversas em eventos e palestra para alunos, tanto na UNIRIO como na PUC- RIO.

## Carreira

### 1987—09: Formação e primeiros trabalhos
Os primeiros contatos de Vilma Melo com as artes cênicas ocorreram ao ingressar no curso da UNIRIO, em 1987. Seu primeiro espetáculo foi uma montagem da peça Metrópole, organizado pela turma de sua Universidade. Desde então, Melo passou a integrar montagens de diversos espetáculos teatrais, consolidando-se nos palcos cariocas durante as décadas seguintes. Em 1995, atua no espetáculo A Farsa do Fanático Torcedor, sob direção de Mônica Alvarenga. A peça foi premiada no 5° Festival Carioca de Novos Talentos, em 1995, e foi montada nos palcos do teatro também em 1996 e em junho de 1998. A trama gira em torno de dois amigos fanáticos por futebol que assistem a final da Copa do Mundo de 1994 juntos. Ela intepreta "Armínia", cunhada de um dos protagonistas que entra em cena interrompendo a exibição do jogo entre Brasil e Itália.
Desde 1995, a atriz é professora do município do Rio de Janeiro e, desde 2004, dedica-se às aulas, projetos e montagens teatrais no Centro de Artes Calouste Gulbenkian, onde implementou um curso de excelência, livre, amplo e gratuito. Em 1998, participou de uma montagem do texto russo A Morte de Ivan Ilitch, de Liev Tolstói, sob direção de Gillray Coutinho. No mesmo ano, está no elenco do espetáculo O Jogo do Amor, dirigida por Antonio Guedes. Na peça, interpreta "Arlequim", um criado escrachado que troca de lugar com seu patrão que se vê obrigado a casar por conveniência de sua família. Ainda em 1998, novamente sob direção de Guedes, protagoniza com Oscar Saraiva o espetáculo O Fantasma de Canterville, baseado na obra de Oscar Wilde. Em 1999, aparece também no videoclipe de música "O Que Sobrou do Céu "O Rappa, com direção de Kátia Lund.[carece de fontes?]
Em 2002, realizou sua primeira aparição na televisão durante uma pequena participação em um episódio da série Cidade dos Homens, da TV Globo. Em 2004, volta aos palcos no espetáculo musical Grande Othelo – Êta Moleque Bamba!, onde interpreta o ator Grande Otelo em sua infância. A peça remonta a história de vida e carreira do ator e a atriz divide o protagonismo com Flávio Bauraqui e Maurício Tizumba, todos vivendo Otelo em diferentes fases da vida. Em 2005, Melo estreou nos cinemas atuando na comédia Coisa de Mulher, de Eliana Fonseca. No filme, que é estrelado por Evandro Mesquita e conta a história de um escritor em crise que adota um pseudônimo de uma mulher para escrever numa coluna de revista feminina, ela interpreta "Lia".
Em 2006, recebeu o prêmio de Melhor Atriz Coadjuvante pelo 1° Festival de Teatro de Campos dos Goytacazes por sua performance no espetáculo infantil O Romance do Pavão Misterioso, de Theotonio de Paiva. A peça conta a história de um jovem turco que se apaixona por uma condessa grega e contrata um cientista para criar um avião para buscá-la. Entre 2009 e 2011, integra o elenco de uma montagem da comédia musical A Farsa da Boa Preguiça, texto de Ariano Suassuna dirigido por  João das Neves. Dividindo palco com Guilherme Piva, Bianca Byington, Jackson Costa e Daniela Fontan, ela interpreta "Andreza", a Cancachorra. Em 2009, volta à televisão atuando em um episódio do seriado policial A Lei e o Crime, da RecordTV, como "Arminda".

### 2010—19: Consagração no teatro e mais espaço na televisão
Em 2011, volta à TV Globo participando de um episódio da terceira temporada da série Força-Tarefa, onde faz uma pequena aparição como a recepcionista de um hospital.[carece de fontes?] Em 2012, fez sua primeira participação em novelas atuando no sucesso Avenida Brasil, de João Emanuel Carneiro, na TV Globo. Na trama, sua personagem é "Conceição", empregada doméstica do apartamento de Verônica (interpretada por Débora Bloch). Em 2013, é escalada para o elenco da novela Joia Rara, que ganhou o Emmy Internacional de melhor telenovela. Sua personagem é "Fátima", uma mulher que morre atropelada no decorrer da trama e deixa seu filho órfão. No mesmo ano, retorna aos palcos com o musical Quando A Gente Ama, de João Batista. Além de Melo, a peça traz os atores Cris Vianna, Patrícia Costa, Édio Nunes, Milton Filho, Wladimir Pinheiro, David Junior e Jéssica Moraes vivendo vários casais em cena, cantando os altos e baixos do amor.
Em 2014, assume a direção do espetáculo Lapinha, estrelado por Isabel Fillardis e Zezeh Barbosa, ao lado de Edio Nunes. A peça retrata a vida da artista Joaquina Maria Conceição da Lapa, a "Lapinha" (interpretada por Fillardis), uma cantora que tem seu talento pouco registrado na história da cultura brasileira. No mesmo ano, dirige a peça Acabou o Pó, com texto de Daniel Porto. A comédia reúne episódios do cotidiano de duas mulheres descontraídas e engraçadas, interpretadas por dois homens: Leo Campos como Nena e Alexandre Lino como Kelly.
Em 2016, realiza sua segunda participação nos cinemas interpretando uma garçonete no filme de drama Campo Grande, de Sandra Kogut. Ainda em 2016, além de idealizar junto com Piéterson Duderstadt o espetáculo infantil Marrom, Nem Preto Nem Branco?, escrito por Renata Mizhari e dirigido por Marcelo Alonso Neves, esteve na elaboração, na produção e no elenco do espetáculo. Também foi agraciada com Prêmio Cenym de Teatro como Melhor Atriz Coadjuvante por sua performance no espetáculo Amargo Fruto - A Vida de Billie Holliday. Protagonizado por Lílian Valeska no papel-título, Vilma completa o elenco com Milton Filho, cantando e dando vida a diversos personagens que foram influência na vida da cantora Billie Holliday.
Em 2017, interpreta Chica da Silva no espetáculo Chica da Silva - O Musical, que viria a se tornar um dos maiores sucessos de sua carreira. A peça, escrita por Renata Mizrahi, não se limita a uma biografia da escrava alforriada do século XVIII que causou controvérsias ao se casar com um fazendeiro e ter filhos. Mizrahi vai além de resgatar momentos biográficos, buscando atualizar a personagem para o século XXI e destacar que, mesmo após mais de 200 anos, o preconceito racial ainda afeta a comunidade negra. A performance de Melo como protagonista foi amplamente elogiada pela crítica e ela tornou-se a primeira atriz negra a vencer o Prêmio Shell de Teatro de Melhor Atriz, uma das mais tradicionais premiações do teatro nacional.
Ainda em 2017, esteve em Fulaninha e Dona Coisa, espetáculo encenado originalmente em 1990, agora com a idealização de Eduardo Barata, texto por Noemi Marinho e direção de Daniel Herz. Ela protagoniza a peça com Nathalia Dill, onde interpretam "Fulaninha" e "Dona Coisa", respectivamente. Nos anos seguintes, ainda esteve em Isso Vai Funcionar de Alguma Forma (2018), espetáculo composto apenas por mulheres, com 5 atrizes, 4 dramaturgas e 4 diretoras, além de atuar em Favela 2 – A Gente Não Desiste (2018), Primeira Morte (2018), Vale Night (2019), Saia (2019) e Noite do Sorriso Negro (2019). No cinema, atua em curtas-metragens, como "Rose" em Castigo (2017), como "Mãe" em Prefiro não ser Identificada (2018) e numa participação em A Incrível História do Homem Desalmado (2019). Trabalhou também na websérie Onde Está Mariana?, produzida e exibida no Instagram da atriz Cleo em 2019. A série integra o projeto "Cleo on Demand" e aborda a violência contra a mulher.
Em 2019, trabalhou novamente com Sandra Kogut na comédia dramática Três Verões. No filme, estrelado por Regina Casé, sua personagem é "Cida", uma das funcionárias da residência do casal que tem seus bens congelados após uma operação da justiça contra a corrupção. Ao lado de "Madá" (Casé), "Vanessa" (Jéssica Ellen), "Elísio" (Edmilson Barros) e "Emerson" (Paulo Verlings), "Cida" fica sem explicações e pagamentos na casa dos patrões ao longo de três anos, fazendo bicos para manter a renda. Também em 2019, realiza participações especiais nas séries Baile de Máscaras, da AXN, Sob Pressão, da TV Globo, e Psi, da HBO. No mesmo ano, ganhou maior repercussão na televisão ao interpretar "Maria Expedita" na série Segunda Chamada. Na série, que aborda o cotidiano de uma escola noturna na periferia de São Paulo, sua personagem é uma mulher que resolve voltar a estudar em meio às dificuldades da vida.

### 2020—presente: Protagonismo na televisão e reconhecimento
Em 2021, foi lançado nos cinemas o drama Selvagem, de Diego da Costa, onde interpreta "Maria Elisa", mãe de um dos estudantes que promovem a ocupação da escola onde estudam reivindicando melhores condições de estudo. Apesar da obra ter sido lançada no circuito comercial em 2021, o filme foi gravado em 2018 e desde 2019 percorreu festivais de cinema. Ainda em 2021, foi dirigida por Márcio Garcia no filme de ação Reação em Cadeia, que aborda esquemas de corrupção entre empresários. No filme, sua personagem é a "Delegada Queiroz", responsável pela investigação. Também volta a dirigir no teatro com o espetáculo Meus Cabelos de Baobá, estrelado por Anna Paula Black. Por fim, esteve em um episódio da série 5X Comédia, do Amazon Prime Video, substituindo a atriz Yara de Novaes.
No início de 2022, realizou uma participação especial na novela das nove Um Lugar ao Sol, da TV Globo, novamente no papel de uma delegada, "Layla", que atende a vítima de violência doméstica "Stephany", papel de Renata Gaspar. Também em 2022, Vilma recebe o papel mais importante de sua carreira na televisão, a protagonista da série de comédia Encantado's, que foi originalmente exibida no Globoplay e, posteriormente, na grade da TV Globo. Na série, que foi sucesso de crítica e público, ela estrela ao lado de Luís Miranda como dois irmãos que herdam um supermercado do pai, que morreu recentemente. Sua personagem, "Olímpia", é extremamente dedicada ao trabalho e lida o tempo todo com as atrapalhadas decisões do irmão "Eraldo", papel de Miranda. Por esse trabalho, ela ganhou maior repercussão no cenário nacional. No mesmo ano, aparece novamente no cinema na comédia de ação Me Tira da Mira, em uma participação especial como "Marta". Ainda faz uma participação no filme Vizinhos, da Netflix, como a médica "Dr. Vera". Em dezembro de 2022, volta a ser aclamada nos palcos protagonizando o monólogo Mãe de Santo, onde interpreta várias mulheres negras. A peça Mãe de Santo apresenta um posicionamento firme e orgulhoso em relação às histórias transmitidas por gerações, documentando como as mulheres afro-brasileiras são protagonistas de diálogos sagrados, donas de seus corpos e que veem os homens como complemento de suas narrativas e experiências. Sob a direção geral de Luiz Antonio Pilar, o espetáculo foi elaborado pela autora teatral Renata Mizrahi, baseando-se em textos e relatos da filósofa, escritora e professora Helena Theodoro. Por seu desempenho, foi nomeada ao Prêmio APTR e Prêmio Shell de Melhor Atriz de Teatro.
Em 2023, grava a segunda temporada de Encantado's e volta a se dedicar ao teatro, dessa vez dirigindo um espetáculo ambientado na guerra entre Brasil e Paraguai. Guasu, escrita por Bruce de Araújo, é um musical que conta a história de cinco soldados brasileiros que, depois de um ataque, se perdem da tropa e precisam regressar para o Brasil juntos pela fronteira do Mato Grosso do Sul. Ainda em 2023, integra o elenco da série dramática Amar É Para os Fortes, da Amazon Prime Video, que retrata o drama de mães que convivem com a violência dentro de comunidades. Também atua no filme de comédia romântica da Netflix União Instável. No final do ano de 2023, aparece no filme de comédia romântica natalina Ritmo de Natal. O filme, que marca a primeira produção criada pelo Núcleo de Filmes dos Estúdios Globo em parceria com o Globoplay e a TV Globo, conta a história de amor entre uma funkeira de sucesso que se apaixona por um rapaz possui uma conexão com o universo da música clássica. Sua personagem é " Soraya Suyane", também conhecida como "Mulher Damasco", ex-funkeira e mãe da protagonista "Mileny" (Clara Moneke). A produção também conta com Taís Araújo, Paulo Tiefenthaler e Teca Pereira no elenco principal. Atualmente, Vilma atua na novela Dona de Mim (telenovela) como "Jussara", mãe de "Marlon" (Humberto Morais).

## Teatro
| Ano     | Título                                   | Personagem             | Notas                           |
| ------- | ---------------------------------------- | ---------------------- | ------------------------------- |
| 1995–98 | A Farsa do Fanático Torcedor             | Armínia                |                                 |
| 1998    | A Morte de Ivan Ilitch                   |                        |                                 |
| 1998    | O Jogo do Amor                           | Arlequim               |                                 |
| 1998    | O Fantasma de Canterville                | Fantasma               |                                 |
| 2004–06 | Grande Othelo – Êta Moleque Bamba!       | Grande Otelo (criança) |                                 |
| 2006    | O Romance do Pavão Misterioso            |                        |                                 |
| 2009–11 | A Farsa da Boa Preguiça                  | Andreza, a Cancachorra |                                 |
| 2013    | Quando A Gente Ama                       |                        |                                 |
| 2014    | Lapinha                                  |                        | Como diretora                   |
| 2014    | Acabou o Pó                              |                        | Como diretora                   |
| 2016    | Marrom, Nem Preto Nem Branco?            | Linda                  | Também produtora e idealizadora |
| 2016    | Amargo Fruto - A Vida de Billie Holliday | Vários personagens     |                                 |
| 2017    | Chica da Silva - O Musical               | Chica da Silva         |                                 |
| 2017    | Fulaninha e Dona Coisa                   | Dona Coisa             |                                 |
| 2018    | Isso Vai Funcionar de Alguma Forma       | Mulher                 |                                 |
| 2018    | Favela 2 – A Gente Não Desiste           | Dona Vilma             |                                 |
| 2018    | Primeira Morte                           |                        | [ 47 ]                          |
| 2019    | Vale Night                               | Virgínia               |                                 |
| 2019    | Saia                                     | Aquiles                |                                 |
| 2019    | Noite do Sorriso Negro                   | Vários personagens     |                                 |
| 2021    | Meus Cabelos de Baobá                    |                        | Como diretora                   |
| 2022–23 | Mãe de Santo                             | Vários personagens     |                                 |
| 2023    | Guasu                                    |                        | Como diretora                   |

## Filmografia

### Televisão
| Ano           | Nome                  | Personagem                    | Notas                                  |
| ------------- | --------------------- | ----------------------------- | -------------------------------------- |
| 2002          | Cidade dos Homens     | Mulher na rua                 | Episódio: "Correio"                    |
| 2006          | Prova de Amor         | Dona Amália                   | Episódios: "17–21 de janeiro"          |
| 2009          | A Lei e o Crime       | Arminda                       |                                        |
| 2011          | Força-Tarefa          | Recepcionista do hospital     | Episódio: "15 de dezembro"             |
| 2012          | Avenida Brasil        | Conceição                     |                                        |
| 2013          | Jóia Rara             | Fátima                        |                                        |
| 2019          | Baile de Máscaras     | —                             |                                        |
| 2019          | Psi                   | Evelina Saldanha              | Episódio: "O Que Há de Errado Comigo?" |
| 2019          | Sob Pressão           | Ruth                          | Episódio: "9 de maio"                  |
| 2019–21       | Segunda Chamada       | Maria Expedita Bessa da Silva |                                        |
| 2021          | 5X Comédia            | Regina                        | Episódio: "Sem Saída"                  |
| 2022          | Um Lugar ao Sol       | Delegada Layla                | Participação especial                  |
| 2022–presente | Encantado's           | Olympia Ponza                 |                                        |
| 2023          | Amar É Para os Fortes | Marilúcia                     |                                        |
| 2023          | Tributo               | Ela mesma                     | Episódio: "Léa Garcia"                 |
| 2024          | Dom                   | Conceição                     | Temporada 3                            |
| 2025          | Dona de Mim           | Jussara Bezerra de Almeida    |                                        |
| 2025          | Tributo               | Ela mesma                     | Episódio: "Neusa Borges"               |

### Cinema
| Ano  | Nome                                   | Personagem                     | Notas          |
| ---- | -------------------------------------- | ------------------------------ | -------------- |
| 2005 | Coisa de Mulher                        | Lia                            |                |
| 2016 | Campo Grande                           | Garçonete                      |                |
| 2017 | Castigo                                | Rose                           | Curta-metragem |
| 2018 | Prefiro não ser Identificada           | Mãe                            | Curta-metragem |
| 2019 | A Incrível História do Homem Desalmado | —                              | Curta-metragem |
| 2019 | Deslembro                              | —                              |                |
| 2019 | Três Verões                            | Cida                           |                |
| 2021 | Reação em Cadeia                       | Delegada Queiroz               |                |
| 2021 | Selvagem                               | Maria Elisa                    |                |
| 2022 | Me Tira da Mira                        | Marta                          |                |
| 2022 | Vizinhos                               | Dra. Vera                      |                |
| 2022 | Naquele Dia Escuro                     | Jornalista da TV (narração)    | Curta-metragem |
| 2023 | União Instável                         | Catarina                       |                |
| 2023 | Ritmo de Natal                         | Soraya Suyane (Mulher Damasco) |                |
| 2024 | As Melhores                            | Maria                          | Curta-metragem |

### Internet
| Ano  | Título             | Personagem | Notas    |
| ---- | ------------------ | ---------- | -------- |
| 2019 | Onde Está Mariana? | Vítima     | Websérie |

## Prêmios e indicações
| Ano  | Associações                                 | Categoria                                    | Nomeações                                | Resultado | Ref.   |
| ---- | ------------------------------------------- | -------------------------------------------- | ---------------------------------------- | --------- | ------ |
| 2006 | Festival de Teatro de Campos dos Goytacazes | Melhor Atriz Coadjuvante                     | O Romance do Pavão Misterioso            | Venceu    | [ 9 ]  |
| 2016 | Prêmio Cenym de Teatro                      | Melhor Atriz Coadjuvante                     | Amargo Fruto - A Vida de Billie Holliday | Venceu    | [ 20 ] |
| 2017 | Prêmio Shell de Teatro                      | Melhor Atriz                                 | Chica da Silva - O Musical               | Venceu    | [ 56 ] |
| 2017 | Prêmio Cesgranrio                           | Melhor Atriz                                 | Chica da Silva - O Musical               | Indicada  |        |
| 2017 | Prêmio Botequim Cultural                    | Melhor Atriz                                 | Chica da Silva - O Musical               | Indicada  |        |
| 2017 | Prêmio CBTIJ de Teatro                      | Melhor Atriz                                 | Marrom, nem Preto nem Branco?            | Indicada  |        |
| 2017 | Prêmio CEPETIN                              | Melhor Atriz                                 | Marrom, nem Preto nem Branco?            | Indicada  |        |
| 2017 | Prêmio Aplauso Brasil                       | Melhor Elenco (júri popular)                 | Fulaninha e Dona Coisa                   | Venceu    | [ 57 ] |
| 2018 | Prêmio Questão de Crítica                   | Melhor Atriz                                 | Balé Ralé                                | Venceu    |        |
| 2022 | Pena de Prata                               | Melhor Elenco em Série de Comédia            | Encantado's                              | Indicada  | [ 58 ] |
| 2022 | Pena de Prata                               | Melhor Atuação Revelação em Série de Comédia | Encantado's                              | Indicada  | [ 58 ] |
| 2022 | Prêmio APTR                                 | Atriz em Papel Protagonista                  | Mãe de Santo                             | Indicada  | [ 38 ] |
| 2023 | Prêmio Shell de Teatro                      | Melhor Atriz                                 | Mãe de Santo                             | Pendente  | [ 39 ] |
| 2023 | Prêmio Brasileiro de Teledramaturgia PBT    | Melhor Atriz em Série de Comédia             | Encantado's                              | Venceu    |        |